# Lyssomanes portoricensis
Lyssomanes portoricensis is een spinnensoort in de taxonomische indeling van de springspinnen (Salticidae).
Het dier behoort tot het geslacht Lyssomanes. De wetenschappelijke naam van de soort werd voor het eerst geldig gepubliceerd in 1930 door Alexander Petrunkevitch.